# Kljutschi (Region Altai, Kljutschewski)
Kljutschi (russisch Ключи́) ist ein Dorf (selo) in der Region Altai (Russland) mit 8892 Einwohnern (Stand 14. Oktober 2010).

## Geographie
Der Ort liegt etwa 330 km Luftlinie westsüdwestlich des Regionsverwaltungszentrums Barnaul in der Kulundasteppe, knapp 20 km von der Grenze zu Kasachstan entfernt.
Kljutschi ist Verwaltungssitz des Rajons Kljutschewski sowie Sitz der Landgemeinde Kljutschewski selsowet, zu der neben dem Dorf Kljutschi noch die Dörfer Nowowosnessenka und Platowka gehören.

## Geschichte
Das Dorf wurde 1874 gegründet. Seit 1928 ist Kljutschi Zentrum eines Rajons.

### Bevölkerungsentwicklung
| Jahr | Einwohner |
| ---- | --------- |
| 1939 | 4829      |
| 1959 | 7054      |
| 1970 | 7685      |
| 1979 | 7890      |
| 1989 | 8248      |
| 2002 | 9278      |
| 2010 | 8892      |

Anmerkung: Volkszählungsdaten

## Verkehr
Kljutschi liegt an der 1944 eröffneten Eisenbahnstrecke Kulunda – Malinowoje Osero, auf der seit den 2000er-Jahren nur noch Güterverkehr betrieben wird. Durch den Ort führt die Straße Rubzowsk – Michailowskoje – Kulunda.